# Светско првенство у атлетици на отвореном 2001.
8. Светско првенство у атлетици на отвореном, под покровитељством ИААФ (Међународна асоцијација атлетских федерација), одржано је на стадиону Комонвелт у Едмонтону, Алберта, Канада између 3. августа и 12. августа. Ово је био први случај да се светско првенство одржава на Америчком континету.
Едмонтон је изабран за домаћина 1988. у Монаку у конкуренцији :Париза, Њу Делхија и Сан Франсиска..
Музику за церемоније отварања и затварања компоновао је канадски композитор Јан Рандал, коју је на отварању извео хор од 1.000 певача и симфонијски оркестар Едмонтона. Првенство је према процени уживо гледало око 4 милијарде гледалаца у преко 200 земаља.
На првенству је учествовало 189 земаља, са 1.677 учесника

## Земље учеснице
| 1. Азербејџан () 2. Албанија () 3. Алжир () 4. Америчка Самоа () 5. Ангвила () 6. Ангола () 7. Андора () 8. Антигва и Барбуда () 9. Аргентина () 10. Аустралија () 11. Аустрија () 12. Бангладеш () 13. Барбадос () 14. Бахаме () 15. Брунеј () 16. Белгија () 17. Белорусија () 18. Белизе () 19. Бермуди () 20. Боливија () 21. Босна и Херцеговина (2) 22. Боцвана () 23. Бразил () 24. Британска Девичанска Острва () 25. Бугарска () 26. Буркина Фасо () 27. Бурунди () 28. Вануату () 29. Венецуела () 30. Габон () 31. Гамбија () 32. Гана () 33. Гвајана () 34. Гвам () 35. Гватемала () 36. Гибралтар () 37. Гернзи () 38. Грузија () 39. Грчка () 40. Данска () 41. Доминика () 42. Доминиканска Република () 43. Египат () 44. Еквадор () 45. Екваторијална Гвинеја () 46. Еритреја () 47. Естонија () 48. Етиопија () 49. Замбија () 50. Зеленортска Острва () 51. Зимбабве () 52. Израел () 53. Индија () 54. Индонезија () 55. Иран () 56. Ирска () 57. Исланд () 58. Италија () 59. Јамајка () 60. Јапан () 61. Јемен () 62. Јерменија () 63. Јордан () | 1. Југославија () 2. Јужна Кореја () 3. Јужноафричка Република () 4. Казахстан () 5. Кајманска Острва () 6. Камерун () 7. Канада () 8. Катар () 9. Кенија () 10. Кина () 11. Кинески Тајпеј () 12. Киргистан () 13. Кирибати () 14. Колумбија () 15. Конго () 16. Костарика () 17. Куба () 18. Кувајт () 19. Кукова Острва () 20. Лаос () 21. Лесото () 22. Летонија () 23. Либан () 24. Либерија () 25. Либија () 26. Литванија () 27. Луксембург () 28. Мадагаскар () 29. Мађарска () 30. Макао () 31. Република Македонија () 32. Малави () 33. Малдиви () 34. Малезија () 35. Мали () 36. Малта () 37. Мароко () 38. Мауританија () 39. Маурицијус () 40. Мексико () 41. Савезне Државе Микронезије () 42. Мозамбик () 43. Молдавија () 44. Монако () 45. Монтсерат () 46. Намибија () 47. Науру () 48. Немачка () 49. Непал () 50. Нигер () 51. Нигерија () 52. Никарагва () 53. Нови Зеланд () 54. Норвешка () 55. Обала Слоноваче () 56. Оман () 57. Острво Норфок (1) 58. Пакистан () 59. Палау () 60. Палестина () 61. Панама () 62. Папуа Нова Гвинеја () 63. Парагвај () | 1. Перу () 2. Пољска () 3. Порторико () 4. Португалија () 5. Руанда () 6. Румунија () 7. Русија () 8. САД () 9. Салвадор () 10. Самоа () 11. Сан Марино () 12. Сао Томе и Принсипе () 13. Саудијска Арабија () 14. Свазиленд () 15. Света Луција () 16. Северна Маријанска Острва () 17. Сејшели () 18. Сенегал () 19. Сент Винсент и Гренадини () 20. Сент Китс и Невис () 21. Сијера Леоне () 22. Сингапур () 23. Сирија () 24. Словачка () 25. Словенија () 26. Соломонова Острва () 27. Сомалија () 28. Судан () 29. Суринам () 30. Тајланд () 31. Танзанија () 32. Таџикистан () 33. Тонга () 34. Тринидад и Тобаго () 35. Тунис () 36. Туркмeнистан (2) 37. Теркс и Кејкос () 38. Турска () 39. Уганда () 40. Узбекистан () 41. Уједињени Арапски Емирати () 42. Уједињено Краљевство () 43. Украјина () 44. Уругвај () 45. Филипини () 46. Финска () 47. Фиџи () 48. Француска () 49. Француска Полинезија () 50. Хаити () 51. Холандија () 52. Холандски Антили () 53. Хонгконг () 54. Хондурас () 55. Хрватска () 56. Централноафричка Република () 57. Чад () 58. Чешка () 59. Чиле () 60. Швајцарска () 61. Шведска () 62. Шпанија () 63. Шри Ланка () |

## Накнадна дисквалификације због допинга
По завршетку такмичења откривена је да је шест спортиста (три мушкарца и три жене) користили забрањена средства па су дисквалификовани, а медаље су им одузете.
- Тим Монтгомери је морао да врати освојене две медаља (сребро на 100 метара и злато са штафетом САД 4 x 100 м.), због умешаности у BALCO скандал.
- Мерион Џоунс је била друга на 100 метара, прва на 200 метара и прва са штафетом 4 х 100 м али је дисквалификован у 2005. године, због коришћења стероиде — BALCO скандал. Медаље је морала да врати.
- Кели Вајт морала је да врати (бронзу на 200 м, и злато са штафетом САД 4 к 100 м.) због учествовању у истом скандалу.
- Антонио Петигру дисквалификван због истог случаја а одузето му је злато освојено са штафетом САД 4 к 400 м и поништен рекорд светских првенстава.
- Али Саиди Сијеф (Алжир) дисквалигфикован је у трци на 5.000 метара због утврђеног коришћења учинку стимулативних средстава (нандролон) и одузета му је златна медаља[4]
- Наталија Садова (Русија), победница у бацању диска је дисквалификован због употребе кофеина, а њена златна медаља је одузета.

## Резултати

### Мушкарци
| Дисциплина              | | Резултат    |                                                                      | Резултат                        |                                                                           | Резултат    |
| 100 м детаљи            | Морис Грин САД | 9,82 РСП    | Бернард Вилијамс САД                                                 | 9,94 ЛР                         | Ато Болдон Тринидад и Тобаго                                              | 9,98        |
|                         | Американац Тим Монтгомери је првобитно освојио сребрну медаљу са 9,85 али је дисквалификован 2005. године, због коришћења стероиде — скандал.                                   |             |                                                                      |                                 |                                                                           |             |
| 200 м детаљи            | Константинос Кентерис Грчка | 20,04       | Кристофер Вилијамс Јамајка                                           | 20,20                           | Ким Колинс Сент Китс и Невис                                              | НР 20,20    |
| 200 м детаљи            | Константинос Кентерис Грчка | 20,04       | Кристофер Вилијамс Јамајка                                           | 20,20                           | Шон Крофорд САД                                                           | НР 20,20    |
| 400 м детаљи            | Авард Монкур Бахами | 44,64       | Инго Шулц Немачка                                                    | 44,87                           | Грег Хотон Јамајка                                                        | 44,98       |
| 800 м детаљи            | Андре Бухер Швајцарска | 1:43,70     | Вилфред Бунгеји Кенија                                               | 1:44,55                         | Павел Чапјевски Пољска                                                    | 1:44,63 ЛР  |
| 1.500 м детаљи          | Хишам ел Геруж Мароко | 3:30,68     | Бернард Легат Кенија                                                 | 3:31,10                         | Дрис Мазузи Француска                                                     | 3:31,54 ЛРС |
| 5.000 м детаљи          | Ричард Лимо Кенија | 13:00,77    | Милион Волде Етиопија                                                | 13:03,47                        | Џон Кибовен Кенија                                                        | 13:05,20    |
|                         | Алжирац Али Саиди Сијеф је првобитно освојио златну али је дисквалификован због утврђеног коришћења стимулативних средстава (нандролон)у, а медаља му је одузета.               |             |                                                                      |                                 |                                                                           |             |
| 10.000 м детаљи         | Чарлс Камати Кенија | 27:53,25    | Асефа Мезгебу Етиопија                                               | 27:53,97                        | Хаиле Гебрселасије Етиопија                                               | 27:54,41    |
| Маратон детаљи          | Гезахегне Абера Етиопија | 2:12:42 ЛРС | Сајмон Бивот Кенија                                                  | 2:12:43                         | Стефано Балдини Италија                                                   | 2:13:18     |
| 110 м препоне детаљи    | Ален Џонсон САД | 13,04 СРС   | Анијер Гарсија Куба                                                  | 13,07 ЛРС                       | Дадли Доривал Хаити                                                       | 13,25 НР    |
| 400 м препоне детаљи    | Феликс Санчез Доминиканска Република | 47,49 СРС   | Фабрицио Мори Италија                                                | 47,54 НР                        | Дај Тамесуе Јапан                                                         | 47,89 НР    |
| 3.000 м препреке детаљи | Рубен Косгеј Кенија | 8:15,16     | Али Езине Мароко                                                     | 8:16,21                         | Бернард Бармасај Кенија                                                   | 8:16,59     |
| 4 x 100 м детаљи        | Морне Нагел Корне ду Плесис Ли-Рој Њутон Метју Квин Јужноафричка Република | 38,47 НР    | Марк Бернс Ато Болдон Џејси Харпер Дарел Браун Тринидад и Тобаго     | 38.58 НР                        | Метју Ширвингтон Пол ди Бела Стив Бримаком Адам Бејсил Аустралија         | 38.83 ЛРС   |
|                         | Америчка штафета 4 х 100 м која је освојила златну медаљу је дисквалификована пошто је њен члан Тим Монтгомери дисквалификован 2005. године, због коришћења стероида — скандал. |             |                                                                      |                                 |                                                                           |             |
| 4 x 400 м детаљи        | Авард Монкур Крис Браун Трој Макинтош Тим Манингс Бахами | 2:58,19 НР  | Брендон Симпсон Кристофер Вилијамс Грег Хотон Дени Макфарлан Јамајка | 2:58,39 ЛРС                     | Рафал Вјерушевски Пјотр Хачек Пјотр Длугосјелски Пјотр Рисјукјевич Пољска | 2:59,71 ЛРС |
|                         | Победничка америчка штафета је дисквалификована јер је њен члан Антонио Петигру дисквалификован због допинга, па им је медаља одузета и поништен рекорд светских првенстава.    |             |                                                                      |                                 |                                                                           |             |
| 20 км ходање детаљи     | Роман Расказов Русија | 1:20:31     | Иља Марков Русија                                                    | 1:20:33                         | Виктор Бурајев Русија                                                     | 1:20:36     |
| 50 км ходање детаљи     | Роберт Кожењовски Пољска | 3:42:08 СРС | Хесус Анхел Гарсија Шпанија                                          | 3:43:07 ЛРС                     | Едгар Хернандез Мексико                                                   | 3:46:12 ЛР  |
| Скок удаљ Детаљи        | Иван Педросо Куба | 8,40        | Саванте Стрингфелоу САД                                              | 8,24                            | Карлос Каладо Португалија                                                 | 8,21 ЛРС    |
| Троскок детаљи          | Џонатан Едвардс Уједињено Краљевство | 17,92 СРС   | Кристијан Олсон Шведска                                              | 17,47                           | Игор Спасовходски Русија                                                  | 17,44 ЛР    |
| Скок увис детаљи        | Мартин Бус Немачка | 2,36 СРС    | Јарослав Рибаков Русија                                              | 2,33 (ЛР Рибаков) (ЛРС Вороњин) |                                                                           |             |
| Скок увис детаљи        | Мартин Бус Немачка | 2,36 СРС    | Вјачеслав Вороњин Русија                                             | 2,33 (ЛР Рибаков) (ЛРС Вороњин) |                                                                           |             |
| Скок мотком детаљи      | Дмитриј Марков Аустралија | 6,05 РСП    | Александар Авербух Израел                                            | 5,85                            | Ник Хајсонг САД                                                           | 5,85 ЛРС    |
| Бацање кугле Детаљи     | Џон Година САД | 21,87       | Адам Нелсон САД                                                      | 21,24                           | Арси Харју Финска                                                         | 20,93 ЛРС   |
| Бацање диска Детаљи     | Ларс Ридл Немачка | 69,72 РСП   | Виргилијус Алекна Литванија                                          | 69,40                           | Михаел Меленбек Немачка                                                   | 67,61       |
| Бацање кладива детаљи   | Шимон Зиолковски Пољска | 83,38 РСП   | Коџи Мурофуши Јапан                                                  | 82,92                           | Иља Коновалов Русија                                                      | 80,27 ЛРС   |
| Бацање копља детаљи     | Јан Железни Чешка | 92,80 РСП   | Аки Парвиајнен Финска                                                | 91,31                           | Констадинос Гацијудис Грчка                                               | 89,95       |
| Десетобој детаљи        | Томаш Дворжак Чешка | 8902 РСП    | Ерки Нол Естонија                                                    | 8815 НР                         | Дин Мејси Уједињено Краљевство                                            | 8603 ЛР     |

### Жене
| Дисциплина            | | Резултат    |                                                                       | Резултат    |                                                                               | Резултат    |
| 100 м детаљи          | Жана Пинтушевич Украјина | 10,82 РСП   | Катерини Тану Грчка                                                   | 10,91 ЛРС   | Чандра Старуп Бахами                                                          | 11,02       |
|                       | Американка Мерион Џоунс је првобитно освојила сребрну медаљу са 10,85 али је дисквалификована 2005. године, због коришћења стероида — скандал.                    |             |                                                                       |             |                                                                               |             |
| 200 м детаљи          | Деби Фергусон Бахами | 22,52       | Латаша Џенкинс САД                                                    | 22,85       | Сидони Мадерсил Кајманска острва                                              | 22,88       |
|                       | Американке Мерион Џоунс златна и Кели Вајт бронзана су дисквалификоване 2005. године, због коришћења стероида — скандал, медаље су им одузете.                    |             |                                                                       |             |                                                                               |             |
| 400 м детаљи          | Ами Мбаке Тијам Сенегал | 49,86 НР    | Лорејн Фентон Јамајка                                                 | 49,88 ЛРС   | Ана Гевара Мексико                                                            | 49,97 ЛРС   |
| 800 м детаљи          | Марија Мутола Мозамбик | 1:57,17     | Штефани Граф Аустрија                                                 | 1:57,20 ЛРС | Летитија Врисде Суринам                                                       | 1:57,35 ЛРС |
| 1.500 м детаљи        | Габријела Сабо Румунија | 4:00,57 ЛРС | Виолета Секељ Румунија                                                | 4:01,70     | Наталија Горелова Русија                                                      | 4:02,40     |
| 5.000 м детаљи        | Олга Јегорова Русија | 15:03,39    | Марта Домингез Шпанија                                                | 15:06,59    | Ајелеч Ворку Етиопија                                                         | 15:10,17    |
| 10.000 м детаљи       | Дерарту Тулу Етиопија | 31:48,81    | Берхане Адере Етиопија                                                | 31:48,85    | Гете Вами Етиопија                                                            | 31:49,98    |
| Маратон детаљи        | Лидија Симон Румунија | 2:26:01     | Реико Тоса Јапан                                                      | 2:26:06     | Светлана Захарова Русија                                                      | 2:26:18     |
| 100 м препоне детаљи  | Анџанет Киркланд САД | 12,42 РСП   | Гејл Диверс САД                                                       | 12,54 ЛРС   | Олга Шишигина Казахстан                                                       | 12,58 ЛРС   |
| 400 м препоне детаљи  | Нежа Бидуане Мароко | 53,34 СРС   | Јулија Печонкина Русија                                               | 54,27       | Даими Пернија Куба                                                            | 54,51       |
| 4 x 100 м детаљи      | Мелани Пашке, Габи Рокмајер, Биргит Рокмајер, Марион Вагнер Немачка                                                                                               | 42,32 ЛРС   | Силвијан Феликс, Фредерик Банге, Мирјел Иртис, Одија Сидибе Француска | 42,39 ЛРС   | Џулијет Кембел, Мерлин Фрејзер, Беверли Макдоналд, Астија Вокер Јамајка       | 42.40 ЛРС   |
|                       | Американке Мерион Џоунс и Кели Вајт чланице победничке штафете САД су 2005. дисквалификоване због допинга, а америчкој штафети је одузета златна медаља — скандал |             |                                                                       |             |                                                                               |             |
| 4 x 400 м детаљи      | Сенди Ричардс, Кетрин Скот-Помалес, Деби-Ен Парис, Лорејн Фентон Јамајка                                                                                          | 3:20,65 СРС | Флоренс Екпо-Умо, Шанта Гош, Клаудија Маркс, Грит Бројер Немачка      | 3:21,97 ЛРС | Ирина Росихина, Јулија Печонкина, Анастасија Капачинска, Олесја Зикина Русија | 3:24,92     |
| 20 км ходање детаљи   | Олимпијада Иванова Русија | 1:27:48 РСП | Валентина Цибулска Белорусија                                         | 1:28:49 ЛР  | Елизабета Пероне Италија                                                      | 1:28:56     |
| Скок удаљ Детаљи      | Фиона Меј Италија | 7,02        | Татјана Котова Русија                                                 | 7,01        | Њурка Монталво Шпанија                                                        | 6,88        |
| Троскок детаљи        | Татјана Лебедева Русија | 15,25 СРП   | Франсоаз Мбанго Етон Камерун                                          | 14,60       | Тереза Маринова Бугарска                                                      | 14,58       |
| Скок увис детаљи      | Хестри Клуте Јужноафричка Република | 2,00 ЛРС    | Инга Бабакова Украјиина                                               | 2,00        | Кајса Бергквист Шведска                                                       | 1,97        |
| Скок мотком детаљи    | Стејси Драгила САД | 4,75 РСП    | Светлана Феофанова Русија                                             | 4,75 РСП    | Моњика Пирек Пољска                                                           | 4,55        |
| Бацање кугле Детаљи   | Јанина Королчик Белорусија | 20,61 НР    | Надин Клајнерт Немачка                                                | 19,86 ЛР    | Вита Павлиш Украјиина                                                         | 19,41       |
| Бацање диска Детаљи   | Елина Зверева Белорусија | 67,10       | Николета Грасу Руминија                                               | 66,24       | Анастасија Келесиду Грчка                                                     | 65,50 ЛРС   |
|                       | Рускиња Наталија Садова је првобитно победила са 68,57 али је у марту 2005. године, дисквалификована због прекомерног нивоа кофеина.                              |             |                                                                       |             |                                                                               |             |
| Бацање кладива детаљи | Јипси Морено Куба | 70,65 САР   | Олга Кузенкова Русија                                                 | 70,61       | Бронвин Иглс Аустралија                                                       | 68,87       |
| Бацање копља детаљи   | Ослеидис Менендез Куба | 69,53 РСП   | Мирела Мањани Грчка                                                   | 65,78       | Соња Бисет Куба                                                               | 64,69       |
| Седмобој детаљи       | Јелена Прохорова Русија | 6.694 ЛРС   | Наталија Сазанович Белорусија                                         | 6.539 ЛРС   | Шелија Барел САД                                                              | 6.472 ЛР    |

## Биланс медаља
| Медаље земље домаћина |

|     | Држава                 | Злато | Сребро | Бронза | Укупно |
| --- | ---------------------- | ----- | ------ | ------ | ------ |
| 1.  | Кенија                 | 3     | 3      | 2      | 8      |
| 2.  | САД                    | 3     | 3      | 2      | 8      |
| 3.  | Немачка                | 2     | 1      | 1      | 4      |
| 4.  | Пољска                 | 2     | 0      | 2      | 4      |
| 5.  | Бахами                 | 2     | 0      | 0      | 2      |
| 5.  | Чешка                  | 2     | 0      | 0      | 2      |
| 7.  | Русија                 | 1     | 3      | 3      | 7      |
| 8.  | Етиопија               | 1     | 2      | 1      | 4      |
| 9.  | Куба                   | 1     | 1      | 0      | 2      |
| 9.  | Мароко                 | 1     | 1      | 0      | 2      |
| 11. | Аустралија             | 1     | 0      | 1      | 2      |
| 11. | Грчка                  | 1     | 0      | 1      | 2      |
| 11. | Уједињено Краљевство   | 1     | 0      | 1      | 2      |
| 14. | Доминиканска Република | 1     | 0      | 0      | 1      |
| 14. | Јужноафричка Република | 1     | 0      | 0      | 1      |
| 14. | Швајцарска             | 1     | 0      | 0      | 1      |
| 17. | Јамајка                | 0     | 2      | 1      | 3      |
| 18. | Финска                 | 0     | 1      | 1      | 2      |
| 18. | Италија                | 0     | 1      | 1      | 2      |
| 18. | Јапан                  | 0     | 1      | 1      | 2      |
| 18. | Тринидад и Тобаго      | 0     | 1      | 1      | 2      |
| 22. | Естонија               | 0     | 1      | 0      | 1      |
| 22. | Израел                 | 0     | 1      | 0      | 1      |
| 22. | Литванија              | 0     | 1      | 0      | 1      |
| 22. | Шпанија                | 0     | 1      | 0      | 1      |
| 22. | Шведска                | 0     | 1      | 0      | 1      |
| 27. | Француска              | 0     | 0      | 1      | 1      |
| 27. | Хаити                  | 0     | 0      | 1      | 1      |
| 27. | Мексико                | 0     | 0      | 1      | 1      |
| 27. | Португал               | 0     | 0      | 1      | 1      |
| 27. | Сент Китс и Невис      | 0     | 0      | 1      | 1      |
|     | Укупно (31)            | 24    | 25     | 24     | 73     |

|     | Држава                 | Злато | Сребро | Бронза | Укупно |
| --- | ---------------------- | ----- | ------ | ------ | ------ |
| 1.  | Русија                 | 4     | 4      | 3      | 11     |
| 2.  | САД                    | 2     | 2      | 1      | 5      |
| 3.  | Белорусија             | 2     | 2      | 0      | 4      |
| 3.  | Румунија               | 2     | 2      | 0      | 4      |
| 5.  | Куба                   | 2     | 0      | 2      | 4      |
| 6.  | Немачка                | 1     | 2      | 0      | 3      |
| 7.  | Етиопија               | 1     | 1      | 2      | 4      |
| 8.  | Јамајка                | 1     | 1      | 1      | 3      |
| 8.  | Украјина               | 1     | 1      | 1      | 3      |
| 10. | Бахами                 | 1     | 0      | 1      | 2      |
| 10. | Италија                | 1     | 0      | 1      | 2      |
| 12. | Јужноафричка Република | 1     | 0      | 0      | 1      |
| 12. | Мароко                 | 1     | 0      | 0      | 1      |
| 12. | Мозамбик               | 1     | 0      | 0      | 1      |
| 12. | Сенегал                | 1     | 0      | 0      | 1      |
| 16. | Грчка                  | 0     | 2      | 1      | 3      |
| 17. | Шпанија                | 0     | 1      | 1      | 2      |
| 18. | Аустрија               | 0     | 1      | 0      | 1      |
| 18. | Француска              | 0     | 1      | 0      | 1      |
| 18. | Јапан                  | 0     | 1      | 0      | 1      |
| 18. | Камерун                | 0     | 1      | 0      | 1      |
| 22. | Аустралија             | 0     | 0      | 1      | 1      |
| 22. | Бугарска               | 0     | 0      | 1      | 1      |
| 22. | Кајманска острва       | 0     | 0      | 1      | 1      |
| 22. | Казахстан              | 0     | 0      | 1      | 1      |
| 22. | Мексико                | 0     | 0      | 1      | 1      |
| 22. | Пољска                 | 0     | 0      | 1      | 1      |
| 22. | Суринам                | 0     | 0      | 1      | 1      |
| 22. | Шведска                | 0     | 0      | 1      | 1      |
|     | Укупно (29)            | 22    | 22     | 22     | 66     |

### Биланс медаља, укупно
|     | Држава                 | Злато | Сребро | Бронза | Укупно |
| --- | ---------------------- | ----- | ------ | ------ | ------ |
| 1.  | Русија                 | 5     | 7      | 6      | 18     |
| 2.  | САД                    | 5     | 5      | 3      | 13     |
| 3.  | Кенија                 | 3     | 3      | 2      | 8      |
| 4.  | Немачка                | 3     | 3      | 1      | 7      |
| 5.  | Куба                   | 3     | 1      | 2      | 6      |
| 6.  | Бахами                 | 3     | 0      | 1      | 4      |
| 7.  | Етиопија               | 2     | 3      | 3      | 8      |
| 8.  | Белорусија             | 2     | 2      | 0      | 4      |
| 8.  | Румунија               | 2     | 2      | 0      | 4      |
| 10. | Мароко                 | 2     | 1      | 0      | 3      |
| 11. | Пољска                 | 2     | 0      | 3      | 5      |
| 12. | Јужноафричка Република | 2     | 0      | 0      | 2      |
| 12. | Чешка                  | 2     | 0      | 0      | 2      |
| 14. | Јамајка                | 1     | 3      | 2      | 6      |
| 15. | Грчка                  | 1     | 2      | 2      | 5      |
| 16. | Италија                | 1     | 1      | 2      | 4      |
| 17. | Украјина               | 1     | 1      | 1      | 3      |
| 18. | Аустралија             | 1     | 0      | 2      | 3      |
| 19. | Уједињено Краљевство   | 1     | 0      | 1      | 2      |
| 20. | Доминиканска Република | 1     | 0      | 0      | 1      |
| 20. | Мозамбик               | 1     | 0      | 0      | 1      |
| 20. | Сенегал                | 1     | 0      | 0      | 1      |
| 20. | Швајцарска             | 1     | 0      | 0      | 1      |
| 24. | Јапан                  | 0     | 2      | 1      | 3      |
| 24. | Шпанија                | 0     | 2      | 1      | 3      |
| 26. | Финска                 | 0     | 1      | 1      | 2      |
| 26. | Француска              | 0     | 1      | 1      | 2      |
| 26. | Шведска                | 0     | 1      | 1      | 2      |
| 26. | Тринидад и Тобаго      | 0     | 1      | 1      | 2      |
| 30. | Аустрија               | 0     | 1      | 0      | 1      |
| 30. | Камерун                | 0     | 1      | 0      | 1      |
| 30. | Аустрија               | 0     | 1      | 0      | 1      |
| 30. | Израел                 | 0     | 1      | 0      | 1      |
| 30. | Литванија              | 0     | 1      | 0      | 1      |
| 35. | Мексико                | 0     | 0      | 2      | 2      |
| 36. | Бугарска               | 0     | 0      | 1      | 1      |
| 36. | Кајманска острва       | 0     | 0      | 1      | 1      |
| 36. | Хаити                  | 0     | 0      | 1      | 1      |
| 36. | Казахстан              | 0     | 0      | 1      | 1      |
| 36. | Португал               | 0     | 0      | 1      | 1      |
| 36. | Сент Китс и Невис      | 0     | 0      | 1      | 1      |
| 36. | Суринам                | 0     | 0      | 1      | 1      |
|     | Укупно (42)            | 46    | 47     | 46     | 141    |